# Promedio intercuartil
El promedio intercuartil (PIC) es una medida estadística de la tendencia central basada en el promedio truncado del rango intercuartil. El PIC es muy similar al método de puntuación utilizado en los deportes que son evaluados por un grupo de jueces: descartar el puntaje inferior y el superior; calcular el valor promedio de los puntajes remanentes.

## Cálculo
En el cálculo del PIC, solo se utilizan los datos del segundo y del tercer cuartil, y el 25% de los datos inferiores y el 25% de los datos superiores se descartan.
{\displaystyle x_{\mathrm {PIC} }={2 \over n}\sum _{i={\frac {n}{4}}+1}^{\frac {3n}{4}}{x_{i}}}
suponiendo que los datos se encuentran ordenados.

## Ejemplos

### Conjunto de datos divisible por cuatro
Es más fácil entender el método con ayuda de un ejemplo. Sea el siguiente grupo de datos:
5, 8, 4, 38, 8, 6, 9, 7, 7, 3, 1, 6
Primero se los ordena de menor a mayor:
1, 3, 4, 5, 6, 6, 7, 7, 8, 8, 9, 38
Hay 12 datos en el grupo, por lo tanto hay 4 cuartiles con 3 datos cada uno. Se descartan los 3 valores más bajos y los 3 valores más altos:
1, 3, 4, 5, 6, 6, 7, 7, 8, 8, 9, 38
Ahora se tienen 6 de los 12 datos originales; a continuación se calcula el promedio aritmético de estos números:
xPIC = (5 + 6 + 6 + 7 + 7 + 8) / 6 = 6.5
es el promedio intercuartil.
Para comparar, el promedio aritmético del grupo de datos originales es
(5 + 8 + 4 + 38 + 8 + 6 + 9 + 7 + 7 + 3 + 1 + 6) / 12 = 8.5
a causa de la fuerte influencia del valor 38.

### Conjunto de datos no es divisible por cuatro
El ejemplo anterior consistía de un grupo con 12 datos, lo cual tornaba muy fácil la determinación de los cuartiles. Por supuesto, no todos los grupos de datos poseen una cantidad de elementos divisible por 4. Pero es posible adaptar el método de cálculo del PIC para tener esto en cuenta. Por lo cual idealmente deseamos tener un PIC que sea igual al promedio de distribuciones simétricas, o sea:
1, 2, 3, 4, 5
posee un valor promedio xpromedio = 3, y dado que es una distribución simétrica, xPIC = 3 sería el valor deseado.
Es posible resolver esta situación utilizando un promedio ponderado de los cuartiles y del grupo de datos intercuartil:
Sea por ejemplo el siguiente grupo de 9 datos:
1, 3, 5, 7, 9, 11, 13, 15, 17
Hay 9/4 = 2.25 datos en cada cuartil, y 4.5 datos en el rango intercuartil. Se trunca el segmento fracción de cuartil, y se elimina el e número resultante de los cuartiles 1.º y 4.º (2.25 datos en cada cuartil, por lo tanto los dos menores y los dos mayores son quitados).
1, 3, (5), 7, 9, 11, (13), 15, 17
Por lo tanto, hay 3 datos completos en el rango intercuartil, y dos datos fraccionarios. Dado que se tiene un total de 4.5 datos en el rango intercuartil, cada uno de los dos datos fraccionarios cuenta como 0.75 (y por lo tanto 3×1 + 2×0.75 = 4.5 datos).
El PIC se calcula entonces de la siguiente manera:
xPIC = {(7 + 9 + 11) + 0.75 &por; (5 + 13)} / 4.5 = 9
En este ejemplo, el promedio vale xpromedio = 9. El mismo del PIC, tal como era de esperar. El método de cálculo del PIC para cualquier número de datos se calcula en forma análoga; las contribuciones fraccionales al PIC pueden ser 0, 0.25, 0.50, o 0.75 .

## Comparación con el promedio y la mediana
El promedio intercuartil posee algunas de las propiedades del promedio y de la mediana:
- Al igual que la mediana, el PIC es insensible a los datos extremos; en el ejemplo presentado, el valor más alto (38) era un valor obvio extremo del conjunto de datos, pero su valor no es utilizado en el cálculo del PIC. Por otra parte, el promedio común (la media aritmética) no es sensible a estos extremos: xpromedio = 8.5.
- En forma similar al promedio, el PIC es un parámetro distintivo, basado en un gran número de datos del grupo. La mediana siempre es igual a uno de los datos en el grupo (suponiendo un número impar de datos). El promedio puede ser igual a cualquier valor entre el valor inferior y el valor superior del grupo, dependiendo del valor de todos los otros datos. El PIC puede ser igual a cualquier valor entre los cuartiles primero y tercero, dependiendo de todos los datos en el intercuartil.

## Usos
- La Tasa Interbancaria ofrecida en Londres (LIBOR) es una tasa de interés de referencia que se obtiene como el promedio intercuartil de las tasas ofrecidas por los diversos bancos de Londres.
- Everything2 utiliza el promedio intercuartil de las reputaciones de las contribuciones de un usuario para determinar la calidad de las contribuciones del usuario.